# Морська сигналізація
Морська сигналізація — спосіб комунікації на відстані між суднами, а також берегом та судном і навпаки, який полягає у передачі і прийомі сигнальних повідомлень за допомогою візуальних засобів, звуків, тощо, з метою забезпечення безпеки мореплавства.
Сигнальні повідомлення, які сповіщають про біду під час судноводіння, передаються усіма можливим засобами і всім тим, хто може їх прийняти.
Виділяють, зокрема, такі види морської сигналізації:
- візуальна сигналізація, або видима. Сюди належать власне вогонь, сигнальні вогні, ракети, прапорці та інші візуальні засоби та пристрої.
  - прапорцева сигналізація.
- звукова сигналізація. Сюди належать наутофони, свистки, сирени, суднові дзвони, постріли і т. д.
  - гідроакустична сигналізація.
- радіотехнічна. Сюди належать радіо-, телефонний та інший зв'язок.